# Dans ma chair
Dans ma chair (с фр. — «В моей плоти») — четвёртый студийный альбом французской певицы Патрисии Каас, выпущенный в 1997 году на лейбле Columbia Records. Продюсером пластинки стал Фил Рамон. Альбом достиг первого места в чарте Бельгии и второго в чарте Франции.

## Список композиций
| №                   | Название                                                  | Автор(ы)                                                     | Длительность |
| ------------------- | --------------------------------------------------------- | ------------------------------------------------------------ | ------------ |
| 1.                  | «Quand j’ai peur de tout»                                 | Дайан Уоррен, Жан-Жак Гольдман                               | 4:20         |
| 2.                  | «Dans ma chair»                                           | Шелли Пейкен, С. Дж. Ванстон, Тим Пирс, Жан Фак              | 4:34         |
| 3.                  | «Chanson simple»                                          | Лайл Ловетт, Филипп Бергман                                  | 3:22         |
| 4.                  | «J’ai tout quitté pour toi»                               | Майк Лисон, Филипп Бергман, Питер Валь                       | 3:50         |
| 5.                  | «Je me souviens de rien»                                  | Салли Дворски, Бренда Расселл, Рич Уэйлэнд, Жан-Жак Гольдман | 4:05         |
| 6.                  | «Les lignes de nos mains»                                 | Анне Превен, Энрике Андру, Скотт Калтер                      | 4:15         |
| 7.                  | «Je sais»                                                 | Дидье Барбеливьен, Франсуа Бернейм                           | 3:10         |
| 8.                  | «Je voudrais la connaître»                                | Жан-Жак Гольдман                                             | 4:16         |
| 9.                  | «Fais-moi l’amitié»                                       | Франк Лангольф, Франсис Бассе                                | 4:30         |
| 10.                 | «L’amour devant la mer»                                   | Жоэлль Копф, Мишель Амселлем                                 | 3:37         |
| 11.                 | «Je compte jusqu'à toi»                                   | Робин Смит, Зази, Барри Блю                                  | 5:05         |
| 12.                 | «Sans toi»                                                | Дайан Уоррен, Филипп Бергман                                 | 4:01         |
| 13.                 | «Don’t Let Me Be Lonely Tonight» (duet with James Taylor) | Джеймс Тейлор                                                | 4:54         |
| Общая длительность: | Общая длительность:                                       | Общая длительность:                                          | 53:59        |

| №   | Название                  | Автор(ы)                                   | Длительность |
| --- | ------------------------- | ------------------------------------------ | ------------ |
| 14. | «When the Night Rolls In» | Салли Дворски, Бренда Расселл, Рич Уэйлэнд | 4:05         |

## Чарты

### Еженедельные чарты
| Чарт (1997)                         | Пиковая позиция |
| ----------------------------------- | --------------- |
| Австрия (Ö3 Austria)                | 45              |
| Бельгия/Фландрия (Ultratop)         | 27              |
| Бельгия/Валлония (Ultratop)         | 1               |
| Нидерланды (Album Top 100)          | 77              |
| Финляндия (Suomen virallinen lista) | 8               |
| Франция (SNEP)                      | 2               |
| Германия (Offizielle Top 100)       | 16              |
| Швейцария (Schweizer Hitparade)     | 5               |

### Годовые чарты
| Чарт (1997)                     | Позиция |
| ------------------------------- | ------- |
| Бельгия/Валлония (Ultratop)     | 9       |
| Франция (SNEP)                  | 10      |
| Швейцария (Schweizer Hitparade) | 44      |
| Чарт (1998)                     | Позиция |
| Бельгия/Валлония (Ultratop)     | 66      |

## Сертификации и продажи
| Регион | Сертификация  | Продажи    |
| --- | ------------- | ---------- |
| Бельгия (BEA) | Платиновый    | 50 000*    |
| Финляндия (Musiikkituottajat)                                                                                            | Золотой       | 22 751     |
| Франция (SNEP) | 2× Платиновый | 770 000    |
| Швейцария (IFPI Switzerland)                                                                                             | Платиновый    | 50 000^    |
| Итого |               |            |
| Европа (IFPI) | Платиновый    | 1 000 000* |
| * Данные о продажах приведены только на основе сертификации. ^ Данные о тиражах приведены только на основе сертификации. |               |            |